# Basilica di Sant'Antonino (Sorrento)
La basilica di Sant'Antonino è una basilica monumentale di Sorrento: al suo interno sono custodite le spoglie del santo patrono della città, sant'Antonino.

## Storia
La data di costruzione della basilica risale all'XI secolo, sullo stesso luogo dove in precedenza esisteva un oratorio dedicato a sant'Antonino, risalente al IX secolo ed in parte inglobato nella nuova costruzione: la scelta di tale luogo fu dettata dal fatto che in quella zona erano poste le spoglie del santo, nei pressi delle mura cittadine ed alla confluenza delle tre principali strade che conducevano a Sorrento: per la realizzazione, vennero utilizzati numerosi pezzi di marmo provenienti sia da templi pagani che da ville d'otium di epoca romana che sorgevano lungo la costa. Nei primi anni la basilica era retta da un arciprete, mentre successivamente da un rettore nominato direttamente dal re; nel 1378, nella chiesa, fu istituita la confraternita dei Battenti. Nel 1608 la chiesa passò ai Padri Teatini i quali furono i promotori di importanti lavori di restauro, secondo i criteri dettati dalla controriforma, e facendo assumere alla basilica un'impronta fortemente barocca: nel 1668 venne rifatto la facciata con il campanile, mentre nel corso del XVIII secolo furono aggiunti fregi e stucchi. Nel 1866, con la soppressione dei monasteri, i frati dovettero lasciare la chiesa, che venne affidata nuovamente ad un rettore. Importanti lavori di ristrutturazione si ebbero a seguito del terremoto dell'Irpinia del 1980, mentre altri interventi di restauro sono stati compiuti tra il 2010 ed il 2011.

## Struttura

### Facciata ed interno

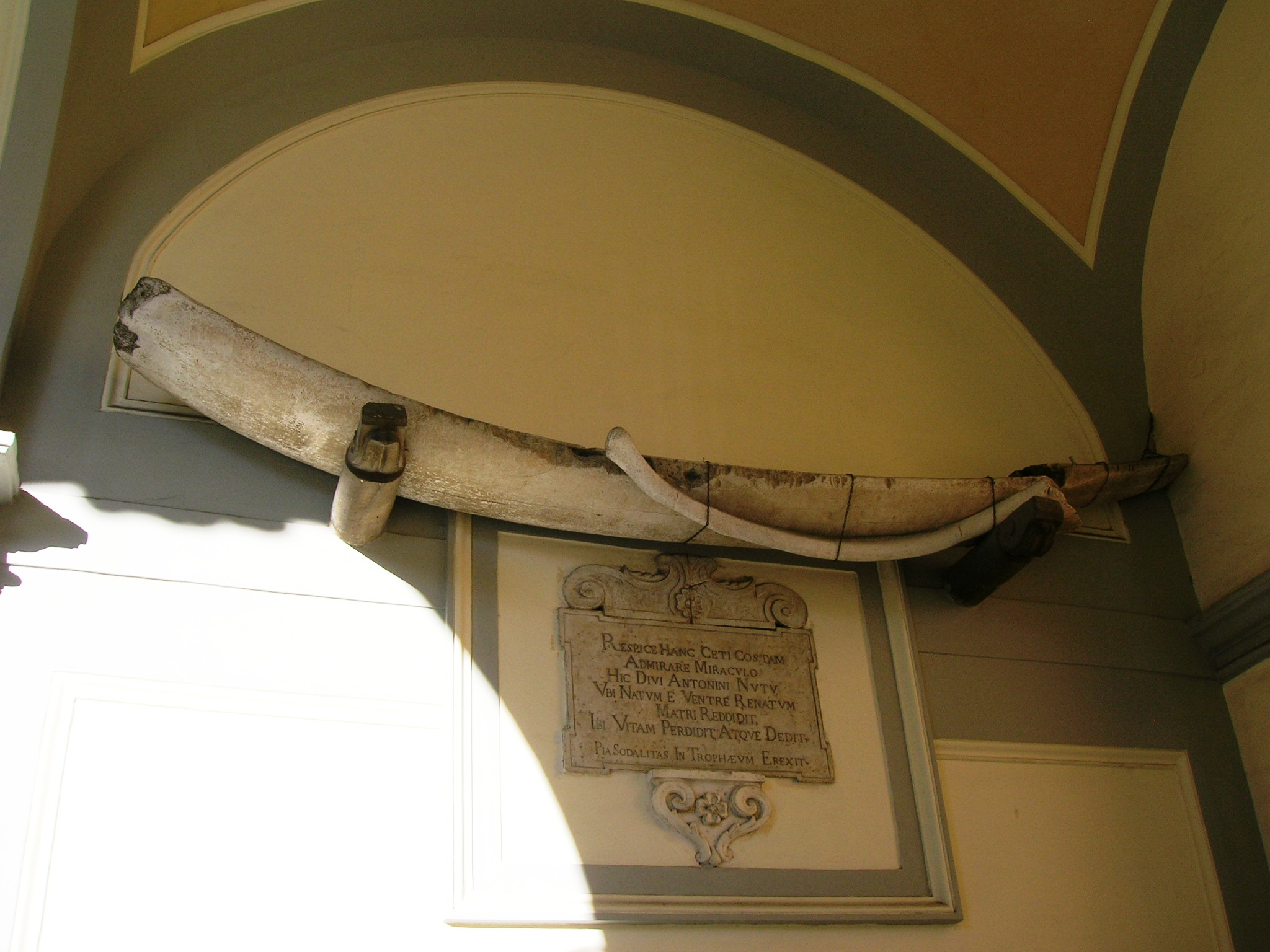
L'osso di balena del miracolo di sant'Antonino

La facciata della basilica è in stile romanico, in tufo grigio, divisa in due da una trabeazione, mentre delle lesene, la dividono verticalmente in tre parti: nella zona inferiore, al centro è un arco che funge da ingresso, mentre nella zona superiore si aprono tre grossi finestroni a volta, quello centrale di maggiori dimensioni, rispetto ai due laterali, più piccoli; sul lato sinistro, incassato nella facciata, è il campanile, con la cella campanaria illuminata da quattro monofore. Superato il portale ad arco, preceduto da quattro gradini, si accede ad un piccolo portico, il quale conserva nel lato destro, un'urna con le spoglie del rettore, monsignor Francesco Gargiulo ed un'altra con le ossa di una balena, la quale, secondo una leggenda, aveva ingoiato un bambino, salvato poi per intervento di Sant'Antonino; sulla porta di accesso alla chiesa, in un'edicola, è dipinto un affresco del santo patrono sorrentino, già menzionato nel 1599. Sul lato meridionale della chiesa si apre una piccola porta, risalente al X secolo, tra due colonne in marmo giallo antico con capitelli in ordine corinzio, sormontato da un arco, all'interno del quale è una lunetta con un'incisione di una croce tra due palme.
Internamente la basilica è a croce latina e divisa in tre navate, una centrale e due laterali, tramite sei archi, sostenuti da altrettante colonne in granito, in larga parte provenienti da costruzioni di epoca romana; nella navata centrale, nello spazio tra due archi, sono posti degli ovali, all'interno dei quali sono affrescati scene della vita di sant'Antonino: nel lato destro le raffigurazioni di sant'Antonino che salva un muratore caduto dal campanile, l'apparizione del santo allo scultore che dovrà realizzare la sua statua, la liberazione di una indemoniata, la fuga della flotta saracena, la consegna di pesci ai suoi devoti, l'entrata del santo a Sorrento, l'apparizione a papa Gregorio I che aveva ingiustamente accusato san Catello ed il torchio accesso sulla cima del monte, mentre nel lato sinistro il salvataggio di una barca dal naufragio, la liberazione di un'indemoniata, la guarigione di un diacono avvelenato da un serpente, la salvezza di un capro, la liberazione di alcuni operai da un macigno. Altri affreschi sono posti al di sopra degli archi, nella zona tra il cornicione ed il soffitto, dove si aprono anche dei finestroni: sono rappresentati il fanciullo liberato dalla balena, l'uscita di acqua dal monte Aureo e l'apparizione dell'arcangelo Michele. Sul soffitto, decorato con rosoni d'oro su fondo azzurro, sono poste tre tele di Giovanni Battista Lama, realizzate nel 1734: partendo dall'ingresso è la raffigurazione di sant'Andrea Avellino, segue poi la scena della liberazione daldiavolo della figlia del principe Sicardo, propiziata da sant'Antonino ed infine il ritratto di san Gaetano di Thiene. Le due navate laterali ospitano ognuna due cappelle con altrettanti altari in marmo: quelle a destra una dedicata originariamente alla Madonna del Rosario ed in seguito a san Giuseppe e a sant'Andrea Avellino, mentre quelle di sinistra una a san Gaetano e l'altra all'Immacolata, con statua della Vergine, risalente al 1848, opera di Francesco Saverio Citarelli; lungo le navate inoltre sono posto otto dipinti, quattro per ogni lato, raffiguranti scene di vita di sant'Andrea e san Gaetano.

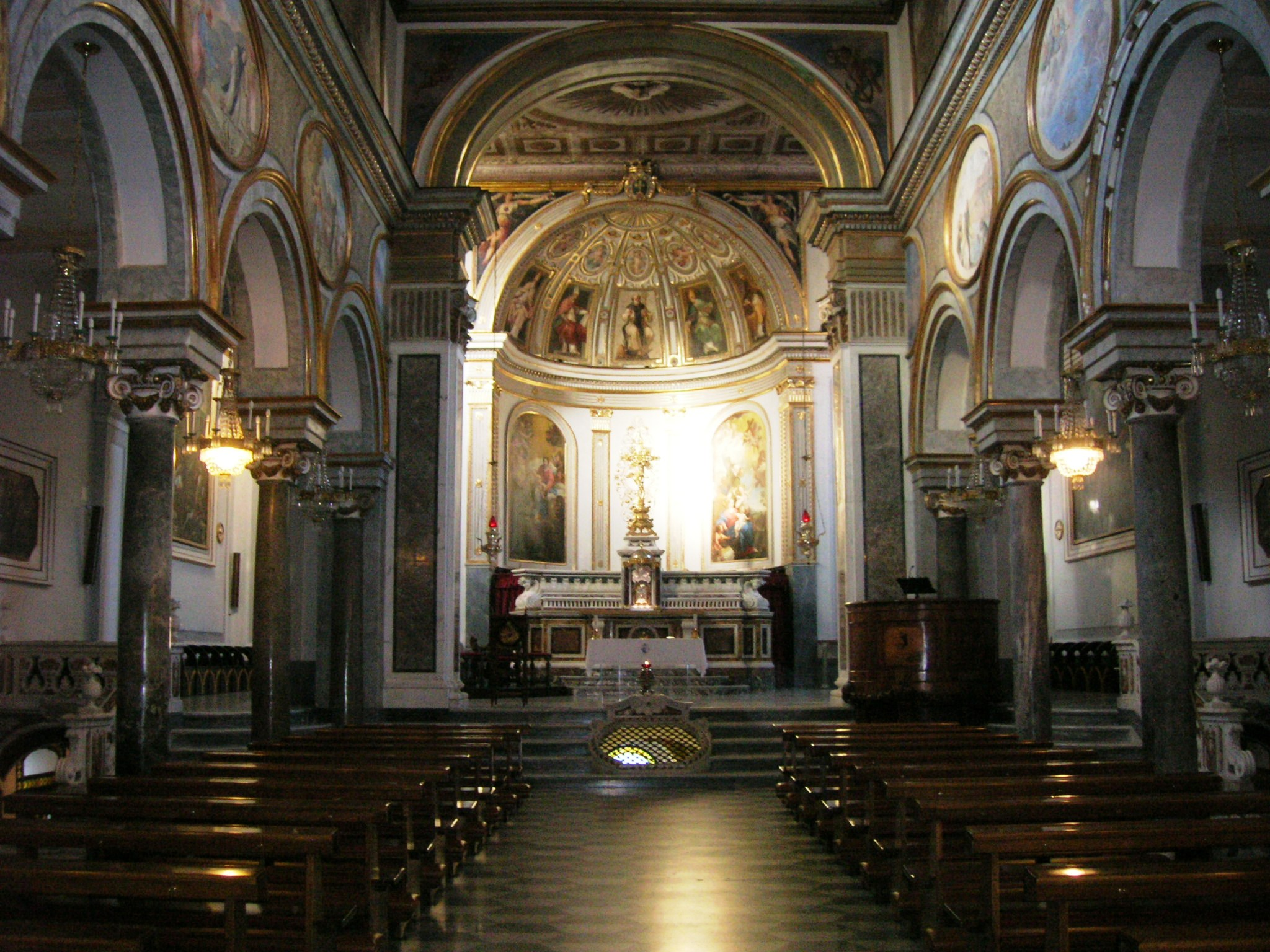
Interno

Superati cinque gradini si raggiunge la crociera, nel cui soffitto è un dipinto dello Spirito Santo, che ha sostituito le antiche pitture dei santi Antonino e Gaetano; nella stessa zona è anche posto l'altare maggiore, proveniente dal monastero sorrentino della Santissima Trinità e consacrato il 1º luglio 1814 da monsignor Vincenzo Calà ed alle sue spalle, nella parte dell'abside, si trova un coro ligneo, con alle pareti quattro tele, tutte opera di Giacomo del Pò: nella parte curva le raffigurazioni di sant'Antonino con i santi Baccolo e Atanasio e san Renato e san Valerio, entrambe realizzate nel 1685, mentre nelle pareti laterali la liberazione di Sorrento dall'assedio di Giovanni Grillo del 1648, e la guarigione della città dalla peste del 1656. Sono presenti inoltre due reliquiari del 1608, contenenti uno diciassette reliquie di san Baccolo e l'altro ventuno reliquie di san Placido: questi erano custoditi originariamente nella cattedrale di Sorrento e poi trasferiti nella basilica di Sant'Antonino tra il 1659 ed il 1679.
Nella chiesa è inoltre conservata una statua di sant'Antonino in argento, sulla quale è riportata la data di realizzazione ossia il 2 febbraio 1564 e il nome del realizzatore, Scipio di Costantio: la leggenda vuole che una prima statua fosse stata realizzata nel 1494, ma a seguito di un'incursione dei saraceni, il 13 giugno 1558, questa venne depredata e fusa per ricavarne delle armi. Era volontà dei sorrentini realizzarne una nuova, ma mancando i fondi, l'opera tardava ad essere terminata: fu così lo stesso sant'Antonino che apparve all'orafo napoletano che era stato incarico di compiere l'opera, consegnandogli un sacchetto il resto della somma mancante e intrattenendosi per diverso tempo, in modo tale da farsi ben osservare affinché la statua fosse quanto più simile a lui. I sorrentini, una volta trovati i fondi e recatisi dall'artigiano, vennero a conoscenza del miracolo e a testimonianza di ciò fecero aggiungere, tra le mani del santo, un sacchetto, simbolo della cifra versata.

### Cripta e sagrestia

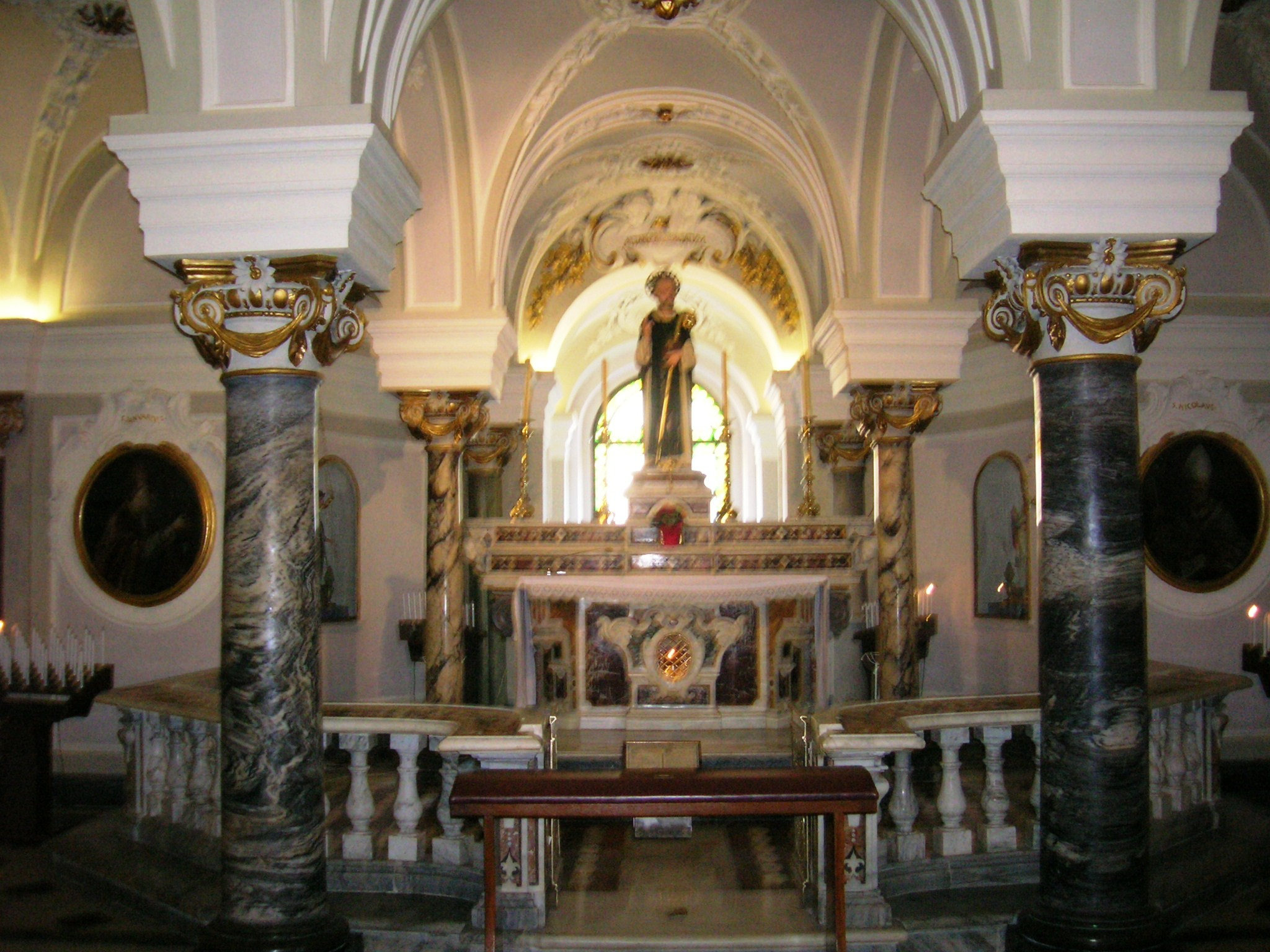
Cripta

La cripta, chiamata volgarmente Succorpo, si trova in un'area sottostante la chiesa ed ha accesso tramite due scalinate in marmo poste alla fine delle due navate laterali, con balaustre scolpite nel 1753 e decorazioni alle pareti in stucco del 1778 che hanno coperto gli affreschi del 1699, opera di Pietro Anton Squilles: l'ambiente è sostenuto da quattro colonne realizzate con marmo recuperato da antichi templi pagani, le quali sorreggono quattro archi piccoli nella zona dell'altare e quattro più grandi che vanno verso l'esterno; racchiuso in una balaustra è l'altare con la statua e le spoglie del santo ed una lampada ad olio in argento, perennemente accesa, ed accarezzata dai fedeli in segno di devozione, in quanto, secondo la tradizione, dopo essersi rotto una gamba, sant'Antonino sognò di prendere dell'olio da un'ampolla su suggerimento della Madonna, risvegliandosi, il mattino successivo, guarito. Nella cripta sono presenti altri due piccoli altari: quello sulla destra presenta un crocifisso in legno ricoperto in argento, portato in processione in caso di calamità o in segno di penitenza, mentre quello sul lato sinistro è abbellito da un affresco della Madonna delle Grazie, risalente al XIV secolo, in origine dipinto sulle mura cittadine e che risulta essere la più antica raffigurazione di Maria a Sorrento. All'interno della cripta sono esposte sei tele di Carlo Amalfi, raffiguranti san Valerio, san Renato, sant'Attanasio, san Baccolo, san Gennaro e san Nicola e numerosi ex voto, in particolari dipinti, alcuni dei quali di pittori famosi come Eduardo de Martino, che vanta opere in numerose collezioni private e pubbliche del mondo, tra cui Buckingham Palace e il museo navale di Greenwich a Londra.
La sagrestia, a cui si accede tramite due ingressi e composta da diversi ambienti, pavimentati in maioliche, raccoglie numerose opere d'arte ed ex voto; tra le opere: 1909
Content-Disposition: form-ovali degli affreschi riprodotti nella cripta, opera di Carlo Amalfi del 1778, due tavole ad olio, una ritraente la Madonna col Bambino, l'altra san Catello e Sant'Antonino, opera di Luca de Maxo, risalente al 1539, un dipinto della Madonna in stile bizantino e due sculture in legno, una del crocifisso, l'altra della Madonna del Rosario, del XVII secolo. Gli ex voto invece, in passato composti da gioielli, opere pittoriche, sagome di corpo umano, si sono ridotti a poche unità e quelli conservate nella sagrestia sono settantasei dipinti, quasi tutti legati al tema del mare, probabilmente doni di marinai. Si conserva inoltre un presepe, voluto da Silvio Salvatore Gargiulio e realizzato da Ciro Pinto e Antonio Lebro: originariamente questo era composto da numerosi pezzi, tutti del XVIII secolo, comprendenti centocinquantadue pastori, di cui sessantacinque animali, e settantacinque pezzi vari, realizzati con i più disparati materiali come argento, avorio, rame, vetro ed oro. Tuttavia nella notte tra il 28 ed il 29 gennaio 1983, tutte le statuette furono rubate e fu possibile realizzare un nuovo presepe solo grazie alle donazioni dei sorrentini, i quali cedettero alla basilica diversi pastori d'epoca di loro proprietà: si tratta di un classico presepe napoletano, con riproduzioni di alcuni scorci di Sorrento, come i ruderi dell'acquedotto romano, le bifore di palazzo Correale e l'antica discesa verso Marina Piccola ed al centro della scena, tra le rovine di un tempio pagano, la natività, mentre intorno sono raffigurate scene ed oggetti di vita quotidiana, tra cui la riproduzione di prodotto tipici culinari come torrone, roccocò e castagne del monaco; caratteristico anche il corteo dei Re Magi ed i loro ricchi doni, con il seguito di schiavi ed odalische oltre che ad asiatici, mongoli e neri.